# Фейтлес
„Фейтлес“ (на английски: Faithless) е група за електронна музика от Лондон, Великобритания. Те са известни освен с големите си клубни хитове, като „Insomnia“, „God Is A DJ“, „We Come 1“ и „Salva Mea“, така и с разнообразието от стилове, в които творят: хаус, трип-хоп, чил аут, поп, техно и алтернативна музика.

## История
Тримата основни членове на групата са Макси Джаз, Систър Блис и Роло Армстронг. Джаз е основният вокалист и текстописец на групата, допринасяйки основно с подобни на рап вокали. Блис отговаря за електронното композиране на музиката, но също така свири на пиано, цигулка, саксофон и бас китара. Роло отговаря за продуцирането на групата и нейното менажиране.
Освен тримата основни члена в проекта са вземали участие и много други музиканти, като във всеки албум те варират. Джейми Като е един от създателите на Фейтлес, но след втория албум „Sunday 8PM“ окончателно напуска бандата. Един от основните женски вокали е Полин Тейлър, която освен че участва във Фейтлес, също така участва в страничния проект на Роло Rollo Goes Mystic (познат още като Rollo Goes Spiritual). В албума им „Outrospective“ основните женски вокали са осигурени от Зоуи Джонстън, чиято соло кариера е продуцирана от Фейтлес. За албума „No Roots“ временен четвърти член става хип-хоп/реге изпълнителят LSK (Лей Стивън Кени). В албумите на групата често участват и изпълнители, които допринасят само за една песен. Единственият гост музикант, който е участвал във всички албуми на Фейтлес е английската певица Дайдо, която е и сестра на Роло Армстронг. Тя е изпълнила по една песен за всеки техен студиен албум, както следва: „Flowerstand Man“, „Hem Of Hus Garment“, „One Step Too Far“, „No Roots“ и „Last This Day“.
Към средата на 2005 се предполага, че групата е пред разпадане още по време на турнето си за промоциране на албума „No Roots”. Съмненията се появяват, след като в книжката към албума Роло споделя:
„Започнахме да мислим, че това ще бъде последният ни албум, защото може би и ние имахме своето време.“ 
Въпреки това към турнето са добавени нови дати чак до края на годината, което разсейва слуховете. След турнето Фейтлес издават албум с най-доброто „Forever Faithless – The Greatest Hits“, който достига първо място във Великобритания. Издаването на бест албум отново поражда съмнения за край на проекта, но на 27 ноември 2006 Фейтлес се завръщат на музикалната сцена с албума „To All New Arrivals“. Излизането на албума е последвано от турнето The Bombs Tour.

## Музика
Фейтлес имат издадени пет студийни албума, като всичките имат сравнително добро представяне в английските класации: „Reverence“ (#26), „Sunday 8PM“ (#10), „Outrospective“ (#4), „No Roots“ (#1) и „To All New Arrivals“ (#30). Всеки от първите четири албума на групата е последван от бонус албум с ремикси, както следва: „Irreverence“, „Saturday 3AM“, „Reperspective“ и „Everything Will Be Alright Tomorrow“. Албумът „To All New Arrivals“ е единственият, който до този момент не е придружен от бонус диск.
Освен по проекта тримата членове имат и странична музикална дейност. Систър Блис работи като професионален клубен диджей, имайки собствени участия и турнета. Преди сформирането на Фейтлес, Макси Джаз издава един солов албум, а също така е работел в нелегално радио. Той също так е работил и с Джейми Като по проекта 1 Giant Leap върху съвместна песен с Роби Уилямс. Роло Армстронг е създадел на звукозаписната компания Cheeky Records, която е продуцирала множество изпълнители, най-известен сред които е сестра му Дайдо Армстронг. Освен с продуценство Роло се занимава и със създаването на денс музика под различни псевдоними.

## Дискография

### Албуми
- „Reverence“ (април 1996) #63 UK

„Reverence / Irreverence“ (ноември 1996) #26 UK
- „Sunday 8PM“ (18 септември 1998) #10 UK

„Sunday 8PM / Saturday 3AM“ (25 октомври 1999)
- „Outrospective“ (18 юни 2001) #4 UK

„Outrospective / Reperspective“ (26 август 2002) #64 UK
- „No Roots“ (7 юни 2004') #1 UK

„Everything Will Be Alright Tomorrow“ (31 август 2004)
- „To All New Arrivals“ (27 ноември 2006) #30 UK

### Сингли
От „Reverence“:
- „Salva Mea“ – 1995 #30 UK, #1 US Dance/Club Play, #16 NL
- „Insomnia“ – 1995 #27 UK, #1 US Dance/Club Play, #62 US Hot 100
- „Don't Leave“ – 1996 #34 UK
- „Insomnia“ – 1996 преиздадена #3 UK, #13 NL
- „Salva Mea“ – 1996 преиздадена #9 UK, #36 NL
- „Reverence“ – 1997 #10 UK
- „Don't Leave“ – 1997 преиздадена #21 UK
- „Insomnia“ – 2005 повторно влизане в класацията #48 UK

От „Sunday 8PM“:
- „God Is a DJ“ – 1998 #6 UK, #1 US Dance/Club Play, #1 NL
- „Take The Long Way Home“ – 1998 #15 UK, #5 US Dance/Club Play
- „Bring My Family Back“ – 1999 #14 UK, #17 US Dance/Club Play
- „God Is A DJ“ – 2005 повторно влизане в класацията #66 UK
- „Why Go“ (featuring Boy George) – неиздаден във Великобритания, но пуснат в други страни

От „Outrospective“:
- „We Come 1“ – 2001 #3 UK, #3 US Dance/Club Play, #3 NL
- „Muhammad Ali“ – 2001 #29 UK, #4 US Dance/Club Play
- „Crazy English Summer“ / „Tarantula“ – 2001 #29 UK
- „One Step Too Far“ (featuring Dido) – 2002 #6 UK, #4 US Dance/Club Play, #47 NL

От No Roots:
- „Mass Destruction“ – 2004 #7 UK, #15 NL
- „I Want More“ – 2004 #22 UK, #6 NL
- „Miss You Less See You More“ – 2004 #38 UK, #29 NL

От „Forever Faithless – The Greatest Hits“:
- „Salva Mea 2005“ – 2005 #101 UK
- „Why Go?“ (featuring Estelle – 2005 remix) – 2005 #49 UK
- „Insomnia 2005“ – 2005 #17 UK
- „Reasons (Saturday Night)“ (2005) – #225 UK

От „To All New Arrivals“:
- „Bombs“ – 2006 #26 UK
- „Music Matters“ – 2007 #38 UK
- „A Kind Of Peace“

### Компилации
- „Back to Mine“ (16 октомври 2000) (миксове на различни изпълнители, направени от Фейтлес)
- „The Bedroom Sessions“ (август 2001) (любими изпълнители на членовете на Фейтлес, събрани в един диск)
- „Forever Faithless – The Greatest Hits“ (16 май 2005) #1 UK
- „Renaissance 3D“ (10 юли 2006)

### DVD
- „Live at The Melkweg Amsterdam“ (2001)
- „Forever Faithless – The Greatest Hits“ (16 май 2005)
- „Live at Alexandra Palace“ (октомври 2005)
- „Faithless – Live In Moscow“ (заснет през 2007, издаден на ДВД на 17 ноември 2008)